# Plaza de toros de Almería
La plaza de toros de Almería es el coso taurino de la capital homónima, en la comunidad autónoma española de Andalucía. Fue declarada Bien de Interés Cultural en la categoría de Monumento el 20 de enero de 2021 con la inscripción del coso en el Catálogo General del Patrimonio Histórico Andaluz y la publicación en el Boletín Oficial de la Junta de Andalucía.

## Historia

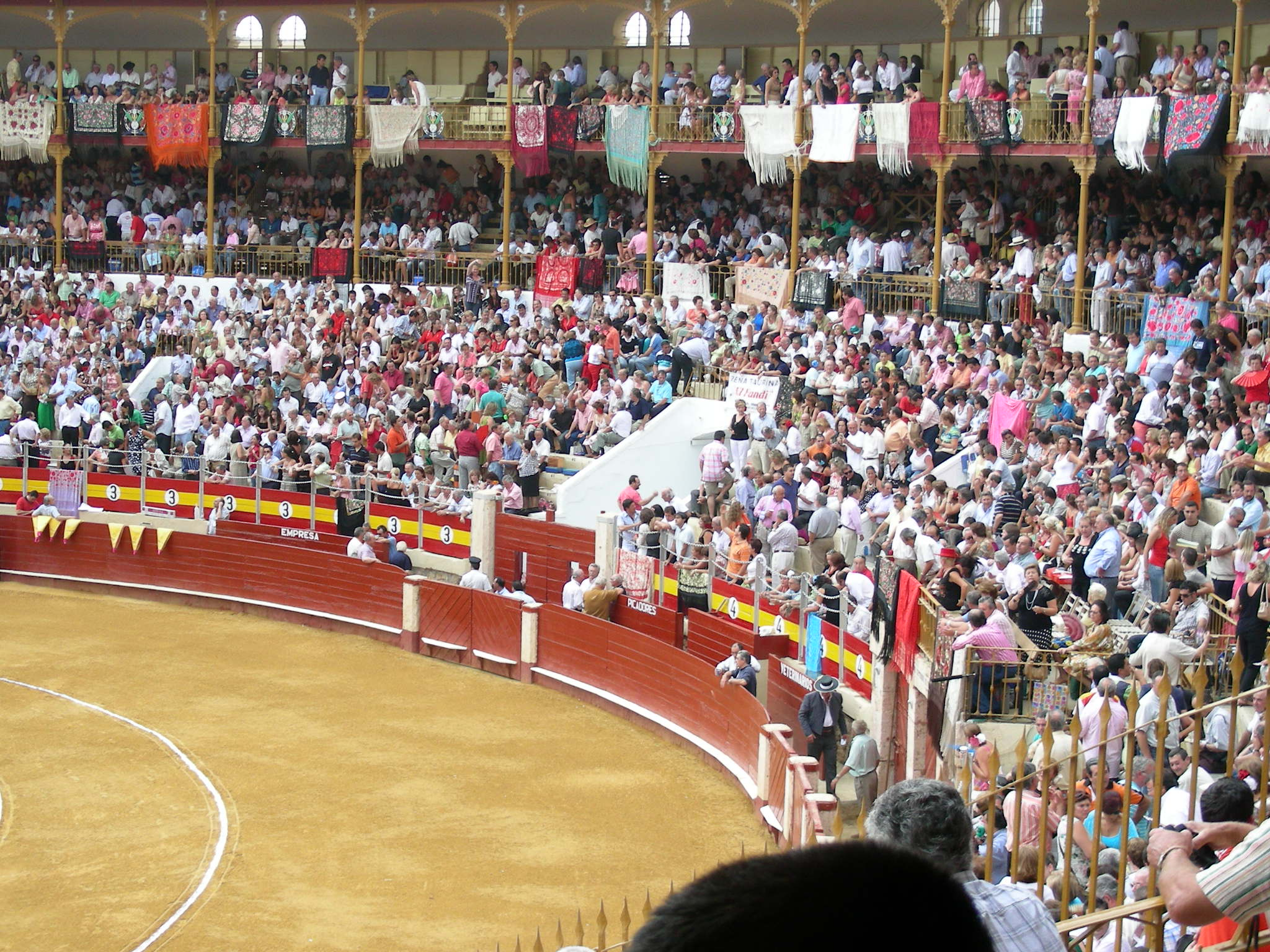
Corrida de toros en la plaza durante la Feria de Almería de 2007

Hasta 1849, las corridas de toros se daban lugar en la plaza de la Constitución, año en que se construyó una pequeña plaza de toros, redonda, con un aforo de 2.600 espectadores. Unos años después comenzó a quedar pequeña para la creciente población y la rica burguesía, ocurriendo algunos accidentes debido a la colocación de tablas de madera para ampliar el aforo hasta las 4.000 localidades. Fue entonces cuando se comenzó a pensar en la construcción de una nueva plaza de toros.
La plaza de toros de Almería se integró dentro de las operaciones de ampliación urbanísticas llevadas a cabo en la capital almeriense tras el derribo de sus murallas en 1855. Estas se llevaron a cabo hacia el este y hacia el norte, en paralelo a los caminos en dirección a Granada y Murcia (entre los cuales se situó, en efecto, el coso taurino de 1849, derribado). Fue esta también una etapa de prosperidad en Almería, debido a la minería y el comercio de la uva. Esta prosperidad trajo aparejada la arquitectura del ocio, necesaria para una sociedad urbana y burguesa cada vez más pudiente.
El edificio, con dos pisos y capacidad para 9054 espectadores, fue diseñado por Trinidad Cuartara y Enrique López Rull. Los gastos corrieron a cargo de una sociedad presidida por Felipe Vilches, rico propietario, presidente de la Diputación Provincial y gobernador civil, a la que pertenecían varios prohombres de la capital (entre ellos los dos arquitectos). En los trabajos, llevados a cabo entre 1887 y 1888, participaron más de 300 obreros y se usaron los mejores materiales, diseñándose también una calle de acceso que se bautizó con el nombre del principal promotor: la avenida Vilches. 
La plaza fue inaugurada en 26 de agosto de 1888, durante las fiestas de la Virgen del Mar, por Lagartijo y Luis Mazzantini, que lidiaron toros de Veragua. Durante la guerra civil española fue utilizado como el denominado cine Katiuska, así como refugio para protección de la población civil durante los ataques aéreos que sufría la ciudad.
Entre 1901 y 1999 se concedieron ocho alternativas: José Palomar, Relampaguito, Luis Freg, Juan Luis de la Rosa, Rafael Mariscal, Juanito Gimeno, Manuel Cascales y José Gabriel Olivencia. Murieron en ella entre 1912 y 1972 los novilleros Luis Muñoz Caña, Manuel Sánchez, Manolé, José López, Iguiño, el carrero Francisco Herrerías y el espontáneo Ramón Egea. El torero con más presencia en este coso fue Relampaguito, sumando 58 corridas en su haber.
Una de las peculiaridades de este coso es la costumbre de la merienda, para la cual se establece una pausa de una media hora entre el tercer y el cuarto toro.

## Descripción
Su planta es poligonal de 20 lados, tres de los cuales forman portadas monumentales que corresponden con las entradas principal, sol y sombra. Saliéndose del neomudéjar prototípico en los cosos, la plaza de Almería destaca por su clasicismo tanto en materiales (cantería) como en elementos arquitectónicos (arcos de medio punto, claves resaltadas, óculos, frontones). Posee no obstante detalles de aquel estilo: arcos de herradura, ventanas geminadas, uso del ladrillo... Sobre la puerta principal se sitúa la cabeza de un toro con elementos alusivos a la fiesta, y en los arranques de su frontón, figuras monstruosas.
Hoy día da cabida a algunos espectadores más, hasta los 9800, repartidos así: primer piso (tendido y gradas), 7800; segundo piso (palcos y andanadas), 2000. Posee 8 gradas y tendidos. En el segundo piso hay 60 palcos (50 de ellos a la sombra), y las andanadas son todas de sol. A todas estas localidades conducen 18 cuerpos de escaleras.
El interior es circular, quedando sus tendidos altos cubiertos por una estructura en hierro que descansa sobre delgadas columnas de hierro fundido decoradas. Es de destacar el trabajo en hierro de vigas, barandillas y antepechos.
Por fin, citar el edificio que, adosado al coso por el norte, contiene dependencias propias de las plazas de toros: capilla, enfermería, corrales para dos corridas, corraleta, 8 chiqueros, caballeriza, conserjería, administración y demás dependencias.

## Rodajes
La plaza de toros fue elegida en 2017 como escenario de la película Domino, dirigida por Brian De Palma.